# هيرمان فريدريك بيكر
هيرمان فريدريك بيكر (بالألمانية: Hermann Friedrich Becker) (و. 1766 – 1852 م) هو مهندس معماري، ورياضياتي، وفيزيائي، وقانوني، وأستاذ جامعي من ألمانيا . ولد في روستوك.
توفي في روستوك ، عن عمر يناهز 86 عاماً.